# Francisco Javier Benet
Francisco Javier Benet Martín (Tetuán, 25 de marzo de 1968) es un exatleta español, especializado en pruebas combinadas. Ostenta el récord de España de decatlón con 8526 puntos.

## Trayectoria deportiva
El 17 de mayo de 1998 batió el récord de España de decatlón en una prueba celebrada en Alhama de Murcia, con una marca de 8526 puntos. Este récord, que continúa vigente veinte años después, supuso en su momento la mejor marca europea de todos los tiempos para un atleta mayor de 30 años.

## Palmarés nacional
- Campeón de España absoluto de decatlón: 1991, 1995, 1996, 1997, 1999
- Campeón de España absoluto de heptatlón en pista cubierta: 1990, 1996, 1997
- Campeón de España sub-23 de decatlón: 1988, 1989
- Campeón de España sub-20 de octatlón: 1986

## Competiciones internacionales
| Representando a España \| Año \| Competición \| Sede \| Puesto \| Prueba \| Marca \| \| ---- \| -------------------------------------- \| --------- \| -------- \| --------- \| -------- \| \| 1990 \| Campeonato Iberoamericano \| Manaus \| 4º[n 1] \| Decatlón \| 7073 pts \| \| 1992 \| Juegos Olímpicos \| Barcelona \| 22º \| Decatlón \| 7484 pts \| \| 1994 \| Campeonato de Europa en Pista Cubierta \| París \| 10º \| Heptatlón \| 5501 pts \| \| 1994 \| Campeonato de Europa \| Helsinki \| 12º \| Decatlón \| 7836 pts \| \| 1996 \| Juegos Olímpicos \| Atlanta \| 19º \| Decatlón \| 8107 pts \| \| 1997 \| Campeonato del Mundo \| Atenas \| 15º \| Decatlón \| 7929 pts \| \| 1998 \| Campeonato de Europa en Pista Cubierta \| Valencia \| 8º \| Heptatlón \| 6044 pts \| \| 1998 \| Campeonato de Europa \| Budapest \| Retirado \| Decatlón \| -- \| \| 1999 \| Campeonato del Mundo \| Sevilla \| 16º \| Decatlón \| 7529 pts \| \| 2000 \| Juegos Olímpicos \| Sídney \| Retirado \| Decatlón \| -- \| | Representando a España \| Año \| Competición \| Sede \| Puesto \| Prueba \| Marca \| \| ---- \| -------------------------------------- \| --------- \| -------- \| --------- \| -------- \| \| 1990 \| Campeonato Iberoamericano \| Manaus \| 4º[n 1] \| Decatlón \| 7073 pts \| \| 1992 \| Juegos Olímpicos \| Barcelona \| 22º \| Decatlón \| 7484 pts \| \| 1994 \| Campeonato de Europa en Pista Cubierta \| París \| 10º \| Heptatlón \| 5501 pts \| \| 1994 \| Campeonato de Europa \| Helsinki \| 12º \| Decatlón \| 7836 pts \| \| 1996 \| Juegos Olímpicos \| Atlanta \| 19º \| Decatlón \| 8107 pts \| \| 1997 \| Campeonato del Mundo \| Atenas \| 15º \| Decatlón \| 7929 pts \| \| 1998 \| Campeonato de Europa en Pista Cubierta \| Valencia \| 8º \| Heptatlón \| 6044 pts \| \| 1998 \| Campeonato de Europa \| Budapest \| Retirado \| Decatlón \| -- \| \| 1999 \| Campeonato del Mundo \| Sevilla \| 16º \| Decatlón \| 7529 pts \| \| 2000 \| Juegos Olímpicos \| Sídney \| Retirado \| Decatlón \| -- \| | Representando a España \| Año \| Competición \| Sede \| Puesto \| Prueba \| Marca \| \| ---- \| -------------------------------------- \| --------- \| -------- \| --------- \| -------- \| \| 1990 \| Campeonato Iberoamericano \| Manaus \| 4º[n 1] \| Decatlón \| 7073 pts \| \| 1992 \| Juegos Olímpicos \| Barcelona \| 22º \| Decatlón \| 7484 pts \| \| 1994 \| Campeonato de Europa en Pista Cubierta \| París \| 10º \| Heptatlón \| 5501 pts \| \| 1994 \| Campeonato de Europa \| Helsinki \| 12º \| Decatlón \| 7836 pts \| \| 1996 \| Juegos Olímpicos \| Atlanta \| 19º \| Decatlón \| 8107 pts \| \| 1997 \| Campeonato del Mundo \| Atenas \| 15º \| Decatlón \| 7929 pts \| \| 1998 \| Campeonato de Europa en Pista Cubierta \| Valencia \| 8º \| Heptatlón \| 6044 pts \| \| 1998 \| Campeonato de Europa \| Budapest \| Retirado \| Decatlón \| -- \| \| 1999 \| Campeonato del Mundo \| Sevilla \| 16º \| Decatlón \| 7529 pts \| \| 2000 \| Juegos Olímpicos \| Sídney \| Retirado \| Decatlón \| -- \| | Representando a España \| Año \| Competición \| Sede \| Puesto \| Prueba \| Marca \| \| ---- \| -------------------------------------- \| --------- \| -------- \| --------- \| -------- \| \| 1990 \| Campeonato Iberoamericano \| Manaus \| 4º[n 1] \| Decatlón \| 7073 pts \| \| 1992 \| Juegos Olímpicos \| Barcelona \| 22º \| Decatlón \| 7484 pts \| \| 1994 \| Campeonato de Europa en Pista Cubierta \| París \| 10º \| Heptatlón \| 5501 pts \| \| 1994 \| Campeonato de Europa \| Helsinki \| 12º \| Decatlón \| 7836 pts \| \| 1996 \| Juegos Olímpicos \| Atlanta \| 19º \| Decatlón \| 8107 pts \| \| 1997 \| Campeonato del Mundo \| Atenas \| 15º \| Decatlón \| 7929 pts \| \| 1998 \| Campeonato de Europa en Pista Cubierta \| Valencia \| 8º \| Heptatlón \| 6044 pts \| \| 1998 \| Campeonato de Europa \| Budapest \| Retirado \| Decatlón \| -- \| \| 1999 \| Campeonato del Mundo \| Sevilla \| 16º \| Decatlón \| 7529 pts \| \| 2000 \| Juegos Olímpicos \| Sídney \| Retirado \| Decatlón \| -- \| | Representando a España \| Año \| Competición \| Sede \| Puesto \| Prueba \| Marca \| \| ---- \| -------------------------------------- \| --------- \| -------- \| --------- \| -------- \| \| 1990 \| Campeonato Iberoamericano \| Manaus \| 4º[n 1] \| Decatlón \| 7073 pts \| \| 1992 \| Juegos Olímpicos \| Barcelona \| 22º \| Decatlón \| 7484 pts \| \| 1994 \| Campeonato de Europa en Pista Cubierta \| París \| 10º \| Heptatlón \| 5501 pts \| \| 1994 \| Campeonato de Europa \| Helsinki \| 12º \| Decatlón \| 7836 pts \| \| 1996 \| Juegos Olímpicos \| Atlanta \| 19º \| Decatlón \| 8107 pts \| \| 1997 \| Campeonato del Mundo \| Atenas \| 15º \| Decatlón \| 7929 pts \| \| 1998 \| Campeonato de Europa en Pista Cubierta \| Valencia \| 8º \| Heptatlón \| 6044 pts \| \| 1998 \| Campeonato de Europa \| Budapest \| Retirado \| Decatlón \| -- \| \| 1999 \| Campeonato del Mundo \| Sevilla \| 16º \| Decatlón \| 7529 pts \| \| 2000 \| Juegos Olímpicos \| Sídney \| Retirado \| Decatlón \| -- \| | Representando a España \| Año \| Competición \| Sede \| Puesto \| Prueba \| Marca \| \| ---- \| -------------------------------------- \| --------- \| -------- \| --------- \| -------- \| \| 1990 \| Campeonato Iberoamericano \| Manaus \| 4º[n 1] \| Decatlón \| 7073 pts \| \| 1992 \| Juegos Olímpicos \| Barcelona \| 22º \| Decatlón \| 7484 pts \| \| 1994 \| Campeonato de Europa en Pista Cubierta \| París \| 10º \| Heptatlón \| 5501 pts \| \| 1994 \| Campeonato de Europa \| Helsinki \| 12º \| Decatlón \| 7836 pts \| \| 1996 \| Juegos Olímpicos \| Atlanta \| 19º \| Decatlón \| 8107 pts \| \| 1997 \| Campeonato del Mundo \| Atenas \| 15º \| Decatlón \| 7929 pts \| \| 1998 \| Campeonato de Europa en Pista Cubierta \| Valencia \| 8º \| Heptatlón \| 6044 pts \| \| 1998 \| Campeonato de Europa \| Budapest \| Retirado \| Decatlón \| -- \| \| 1999 \| Campeonato del Mundo \| Sevilla \| 16º \| Decatlón \| 7529 pts \| \| 2000 \| Juegos Olímpicos \| Sídney \| Retirado \| Decatlón \| -- \| |
| Año | Competición | Sede | Puesto | Prueba | Marca |
| --- | --- | --- | --- | --- | --- |
| 1990 | Campeonato Iberoamericano | Manaus | 4º | Decatlón | 7073 pts |
| 1992 | Juegos Olímpicos | Barcelona | 22º | Decatlón | 7484 pts |
| 1994 | Campeonato de Europa en Pista Cubierta | París | 10º | Heptatlón | 5501 pts |
| 1994 | Campeonato de Europa | Helsinki | 12º | Decatlón | 7836 pts |
| 1996 | Juegos Olímpicos | Atlanta | 19º | Decatlón | 8107 pts |
| 1997 | Campeonato del Mundo | Atenas | 15º | Decatlón | 7929 pts |
| 1998 | Campeonato de Europa en Pista Cubierta | Valencia | 8º | Heptatlón | 6044 pts |
| 1998 | Campeonato de Europa | Budapest | Retirado | Decatlón | -- |
| 1999 | Campeonato del Mundo | Sevilla | 16º | Decatlón | 7529 pts |
| 2000 | Juegos Olímpicos | Sídney | Retirado | Decatlón | -- |

1. ↑  Invitado fuera de concurso

## Marcas personales
| Prueba                  | Marca    | Viento | Lugar            | Fecha                |
| ----------------------- | -------- | ------ | ---------------- | -------------------- |
| 100 metros              | 10.93    | +0.5   | Sevilla          | 24 de agosto de 1999 |
| Salto de longitud       | 7.60     | +1.6   | Alhama de Murcia | 31 de mayo de 1997   |
| Lanzamiento de peso     | 14.57    | —      | Alhama de Murcia | 16 de mayo de 1998   |
| Salto de altura         | 2.04     | -      | Tallin           | 15 de junio de 1996  |
| 400 metros              | 48.10    | -      | Alhama de Murcia | 16 de mayo de 1998   |
| 110 metros vallas       | 13.83    | +1.8   | Alhama de Murcia | 17 de mayo de 1998   |
| Lanzamiento de disco    | 46.12    | —      | Alhama de Murcia | 17 de mayo de 1998   |
| Salto con pértiga       | 5.30     | —      | Mataró           | 22 de julio de 2003  |
| Lanzamiento de jabalina | 65.37    | —      | Alhama de Murcia | 17 de mayo de 1998   |
| 1500 metros             | 4:19.38  | —      | Alhama de Murcia | 24 de mayo de 1992   |
| Decatlón                | 8526     | —      | Alhama de Murcia | 17 de mayo de 1998   |
| Otras pruebas           |          |        |                  |                      |
| 5000 metros             | 14:21.02 | -      | Baracaldo        | 25 de julio de 2007  |

| Prueba              | Marca   | Lugar         | Fecha                 |
| ------------------- | ------- | ------------- | --------------------- |
| 60 metros           | 6.97    | Praga         | 31 de enero de 1998   |
| Salto de longitud   | 7.41    | Praga         | 31 de enero de 1998   |
| Lanzamiento de peso | 14.50   | Zaragoza      | 28 de enero de 1995   |
| Salto de altura     | 2.03    | San Sebastián | 24 de febrero de 1996 |
| 60 metros vallas    | 7.88    | Valencia      | 1 de marzo de 1998    |
| Salto con pértiga   | 4.90    | Zaragoza      | 29 de enero de 1995   |
| 1000 metros         | 2:37.75 | Valencia      | 1 de marzo de 1998    |
| Heptatlón           | 6044    | Valencia      | 1 de marzo de 1998    |